# Wu Ming 5
Wu Ming 5, pseudonimo di Riccardo Pedrini (Ankara, 1964), è uno scrittore e musicista italiano, membro del collettivo Wu Ming dal 2000 al 2015.

## Biografia
Già chitarrista del gruppo punk bolognese Nabat, nel 1996 pubblicò il saggio Skinhead. Lo stile della strada, seguito nel 1998 da Ribellarsi è giusto. Arti marziali, filosofia e pensiero rivoluzionario dal compagno Mao a Bruce Lee. Lo stesso anno pubblicò anche Ordigni. Storia del punk a Bologna. Nel 2000 pubblicò il romanzo Libera Baku ora.
Entrò nel collettivo Wu Ming con lo pseudonimo Wu Ming 5. Collaborò «dall'esterno» alla stesura del romanzo 54 (2002); in seguito partecipò attivamente alla scrittura di Manituana (2007).
Col nome di Wu Ming 5 pubblicò singolarmente i romanzi Havana Glam (2001) e Free Karma Food (2005).
Assieme a Wu Ming 3 fece un viaggio in Canada redigendo un diario, dal quale nacque poi il libro Grand River (2008).
Il 15 febbraio 2016 il collettivo Wu Ming annunciò l'uscita di Pedrini, avvenuta nel giugno precedente. Nel maggio 2016 la scelta di Pedrini di utilizzare il nome Wu Ming 5 anche dopo la sua uscita e “contro il parere del collettivo" per firmare il libro Ms Kalashnikov scritto con Francesca Tosarelli causò polemiche e una presa di distanza da parte dei suoi ex-soci.

## Opere

### Saggistica

#### Come Riccardo Pedrini
- Skinhead. Lo stile della strada, Roma, Castelvecchi, 1996, ISBN 978-88-8623-292-0. 2ª edizione Rimini, NDA Press, 2004, ISBN 978-88-8903-504-7
- Ribellarsi è giusto. Arti marziali, filosofia e pensiero rivoluzionario dal compagno Mao a Bruce Lee, Castelvecchi, 1998, ISBN 978-88-8210-036-0
- Ordigni. Storia del punk a Bologna, Castelvecchi, 1998, ISBN 978-88-8210-058-2

#### Come Wu Ming 5
- Ms Kalashnikov, con Francesca Tosarelli, Milano, Chiarelettere, 2016, ISBN 978-88-6190-755-3 (come Wu Ming 5)

### Narrativa

#### Come Riccardo Pedrini
- Libera Baku ora, Roma, DeriveApprodi, 2000, ISBN 97-888-8742-325-9.

#### Come Wu Ming 5
- Havana Glam, Roma, Fanucci, 2001. ISBN 88-347-0821-0 (come Wu Ming 5).
- Free Karma Food, Milano, Rizzoli, 2006. ISBN 88-17-01050-2 (come Wu Ming 5).

## Discografia

### Con i Nabat (come Riccardo Pedrini)
- 1996 – Nati per niente (Banda Bonnot)

### Con i Wu Ming Contingent (come Wu Ming 5)
- 2014 – Bioscop (Woodworm Label)
- 2015 – Schegge di Shrapnel (Woodworm Label)